# The Drover's Wife
The Drover's Wife: The Legend of Molly Johnson és una pel·lícula dramàtica de western crepuscular australiana escrita i dirigida per Leah Purcell, que també protagonitza el paper homònim. També és protagonitzada per Rob Collins, Sam Reid i Jessica De Gouw. La pel·lícula es va estrenar al festival de cinema South by Southwest (SXSW) el 18 de març de 2021 i es va estrenar a Austràlia el 5 de maig de 2022. S'ha subtitulat al català.

## Trama
La pel·lícula s'obre amb una escena en què Molly Johnson, molt embarassada, dispara a un toro perdut que es passeja a prop de casa seva, després d'assegurar-se que els seus quatre fills estan estalvis. Poc després apareix el nou sergent del districte, el sergent Klintoff, amb la seva dona malaltissa, Louisa, preguntant-li si podien compartir part de la carn que van olorar cuinant, ja que havien perdut totes les provisions en travessar el riu. Ella els dona menjar a canvi que portin els seus fills a l'assentament perquè els guardin mentre neix el seu nadó.

## Repartiment
- Leah Purcell com a Molly Johnson, la dona del conductor
- Rob Collins com a Yadaka
- Sam Reid com el sergent Klintoff
- Jessica De Gouw com a Louisa Klintoff, la dona del sergent
- Malachi Dower-Roberts com a Danny Johnson, el fill gran de Molly

## Origen
La trama és una reelaboració del conte de Henry Lawson de 1892 The Drover's Wife, però es desvia significativament de la història original tal com es va desenvolupar en l'adaptació taetral de la novel·la feta per la mateixa Purcell. Explica la història d'una dona que viu amb els seus fills en un lloc aïllat als Alps australians a la colònia de Nova Gal·les del Sud prop de la frontera de la colònia de Victòria.
Purcell reimagina la història de Lawson a través d'una lent feminista indígena, inspirada en la seva pròpia experiència viscuda i les històries dels seus avantpassats. El personatge de Yadaka es va inspirar en el besavi de Purcell, Tippo Charlie Chambers.

## Producció
La història està ambientada a les Snowy Mountains i gran part del rodatge es va fer allà, sobretot al voltant d'Adaminaby. La fotografia va ser de Mark Wareham.
És la pel·lícula debut de Purcell com a director i escriptor. És el primer llargmetratge australià escrit i dirigit per una dona indígena que també protagonitza el paper principal. El seu marit, Bain Stewart, és el productor principal i productor executiu de la pel·lícula.
La banda sonora original és de Salliana Seven Campbell.

## Llançament
Després de ser retardada per la pandèmia de COVID-19, la pel·lícula es va estrenar a South by Southwest (SXSW) el 18 de març de 2021. També es va projectar al Festival Internacional de Cinema de Varsòvia, Cinefest Oz, el Festival Internacional de Cinema de Melbourne, el Festival Internacional de Cinema de Brisbane i al Festival de Cinema de Sydney Film abans de ser estrenada als cinemes australians el 5 de maig de 2022 i al Regne Unit el 13 de maig de 2022. Està previst que sigui la pel·lícula de clausura de l'Asian Film Festival Barcelona.
La distribució internacional la gestiona Memento Films International.

## Recepció
La pel·lícula va rebre crítiques generalment positives. L'actuació, la fotografia i la partitura de Salliana Seven Campbell van ser elogiades per diversos crítics.
El 30 de maig de 2022 a Rotten Tomatoes tenia una puntuació "Fresca" del 80%.

### Nominacions i premis
Als Asia Pacific Screen Awards, The Drover's Wife va guanyar el Gran Premi del Jurat i Purcell va ser nominat al premi a la millor actriu. 
La pel·lícula també va ser nominada als premis següents:
- Premi a la pel·lícula al Cinefest Oz
- Festival de Cinema de Sydney, Millor pel·lícula
- Festival Internacional de Cinema de Varsòvia, Millor pel·lícula, Competició Internacional